# Петтерссон, Иан
Иан Эдвин Петтерссон (швед. Ian Edvin Pettersson; род. 21 июля 2002, Хельсингборг, Сконе) — шведский футболист, вратарь клуба «Хаммарбю», выступающий также за фарм-клуб «Хаммарбю Таланг».

## Клубная карьера
Футболом начинал заниматься в клубе «Хельсингборгс Алльменна». После расформирования команды в 12-летнем возрасте перешёл в «Хельсингборг», где дорос до основной команды. В марте 2019 года вместе с ней проводил предсезонные сборы в Испании. 15 июля дебютировал в чемпионате Швеции в матче с «Сириусом», выйдя на поле на 39-й минуте вместо получившего травму Калле Юэльссона. По итогам сезона 2020 года Петтерссон провёл четыре игры. «Хельсингборг» занял предпоследнее место в турнирной таблице и вылетел в Суперэттан.
9 марта 2021 года перешёл в «Хаммарбю», подписав с клубом контракт. Также он мог выступать за фарм-клуб «Хаммарбю Таланг».

## Клубная статистика
| Выступление      | Выступление      | Выступление      | Лига | Лига | Кубки | Кубки | Конт. кубки | Конт. кубки | Итого | Итого |
| Клуб             | Лига             | Сезон            | Игры | Голы | Игры  | Голы  | Игры        | Голы        | Игры  | Голы  |
| ---------------- | ---------------- | ---------------- | ---- | ---- | ----- | ----- | ----------- | ----------- | ----- | ----- |
| Хельсингборг     | Аллсвенскан      | 2019             | 1    | 0    | 0     | 0     | 0           | 0           | 1     | 0     |
| Хельсингборг     | Аллсвенскан      | 2020             | 4    | -6   | 1     | 0     | 0           | 0           | 5     | -6    |
| Хельсингборг     | Итого            | Итого            | 5    | -6   | 1     | 0     | 0           | 0           | 6     | -6    |
| Хаммарбю         | Аллсвенскан      | 2021             | 0    | 0    | 0     | 0     | 0           | 0           | 0     | 0     |
| Хаммарбю         | Итого            | Итого            | 0    | 0    | 0     | 0     | 0           | 0           | 0     | 0     |
| → Фрей           | Дивизион 1       | 2020             | 6    | -13  | 0     | 0     | 0           | 0           | 6     | -13   |
| → Фрей           | Итого            | Итого            | 6    | -13  | 0     | 0     | 0           | 0           | 6     | -13   |
| Всего за карьеру | Всего за карьеру | Всего за карьеру | 11   | -19  | 1     | 0     | 0           | 0           | 12    | -19   |